# DOCfield
DOCfield, Fotografía documental Barcelona, es una propuesta de la Fundación Photographic Social Vision para aportar contenidos relacionados con la fotografía documental y fotoperiodismo a la ciudad de Barcelona, con la finalidad de mostrar realidades y temáticas sociales insuficientemente tratadas en los medios de comunicación.
Celebrado en los meses de mayo, junio y julio, el festival presenta exposiciones y proyecciones nocturnas en la calle, además de organizar talleres y conferencias.

## Precedentes
Si bien DOCfield es un festival que se inaugura en 2014, tiene su origen en el festival Circuit 2013. Fotografía documental Barcelona de similares características, pero que cambió su nombre en 2014, por el ya mencionado DOCfield.